# Jesu Liv - 1. Jesu fødsel og barndom
|  | Denne artikel er oprettet af botten PalnaBot ud fra en ekstern database. Den kan derfor have sproglige fejl eller mangler. Denne skabelon kan fjernes efter kontrol af indholdet. |

Jesu Liv - 1. Jesu fødsel og barndom er en animationsfilm instrueret af Ida Schnéekloth efter manuskript af Ida Schnéekloth.

## Handling
Tegnefilm. Zacharias. Maria besøger Elisabeth. Jesu fødsel. Jesus, 5 år, i hjemmet i Nazareth. Jesus, 12 år, i templet til påskefesten.